# Metylamin
Metylamin, ibland även metanamin, är en kemisk förening av kol, kväve och väte. Det är den enklaste primära aminen. 

## Framställning
Metylamin tillverkas genom en reaktion mellan ammoniak (NH3) och metanol (CH3OH).
{\displaystyle {\rm {CH_{3}OH+NH_{3}\rightarrow CH_{3}NH_{2}+H_{2}O}}}

## Användning
Metylamin används både som lösningsmedel och även för att bilda andra organiska föreningar, till exempel vid framställning av färgämnen. Den är särskilt användbar vid elektrofil substitution. Den säljs kommersiellt som ett hydrokloridsalt (pulver), i alkohollösningar eller som en ren kemikalie i tryckbehållare av metall. I sin basiska (icke-salina) form har den en mycket stark lukt av rutten fisk. Produktion och försäljning av metylamin är reglerat i många länder eftersom det kan användas för att tillverka metamfetamin.